# Костомар (Костанайская область)
Костомар (каз. Қостомар, до 2018 г. — Семёновка) — село в Костанайском районе Костанайской области Казахстана. Входит в состав Айсаринского сельского округа. Находится примерно в 48 км к юго-востоку от центра города Костаная. Код КАТО — 395443200.

## География
В 10 км к юго-востоку от села находится болото Шегебай

## Население
В 1999 году население села составляло 773 человека (407 мужчин и 366 женщин). По данным переписи 2009 года, в селе проживали 833 человека (410 мужчин и 423 женщины).